# 赤腳逃亡
赤腳逃亡（Barefooted Flight, «Ақтабан шұбырынды, Алқакөл сұлама ），是哈薩克族對準噶爾部1723年－1727年大舉入侵哈薩克汗國，哈薩克族災難性失敗的稱呼。大玉茲、中玉茲和小玉茲部落成員紛紛逃往河中和吉爾吉斯人及卡拉卡爾帕克人，同時也造成和定居民族關係緊張。

## 歷史背景
從17世紀中葉到18世紀中衛拉特蒙古在新疆西北和哈薩克斯坦東部興起，並頻頻向大玉茲進攻，噶爾丹曾在1681年出兵塞蘭但不成功，2年後策妄阿拉布坦再次出兵並把其夷為平地（後再次重建）。
1723年春，準噶爾部在哈薩克族準備轉移牧場時突襲汗國，佔領了突厥斯坦、塞蘭和塔什干，大玉茲和中玉茲受準噶爾部控制，牧民紛紛逃走，之後汗國一直被準噶爾統治。1728年小玉兹的阿布勒海尔汗打败准噶尔军队，给了大小玉兹喘息之机。1748年中玉兹崛起，阿布赉苏丹击败准噶尔拿回了突厥斯坦、塞蘭和塔什干。后准噶尔内乱，乾隆乘机联合喀尔喀蒙古击败准噶尔部。准噶尔皇室请求阿布赉苏丹保护，致使哈萨克与清打破了联盟关系。1757年乾隆16万清军联合喀尔喀近30万蒙古骑兵战胜了阿布赉苏丹联合三玉兹的16万骑兵，谈判桌上巴尔喀什湖东南地区划给了清，而哈萨克获得了在原准噶尔地区放牧的权利。长期的战乱导致哈萨克国力空虚，无力再战。1757－1759阿布赉带领大中玉兹归顺于清，小玉兹归顺于沙俄。这种假意归顺让哈萨克汗国继续存在了近百年。